# Apocalipsis: la Primera Guerra Mundial
Apocalipsis: la Primera Guerra Mundial es una serie compuesta por cinco documentales franceses creados por Isabelle Clarke y Daniel Costelle en 2014, y narrado por Mathieu Kassovitz. Los documentales remontan cronológicamente la historia de la Primera Guerra Mundial, desde sus orígenes hasta el final de la guerra. Reúne documentos de época conocidos o inéditos y relata los grandes acontecimientos de la guerra, desde imágenes de archivo restauradas y coloreadas. Es parte de la serie Apocalypse.
Fue emitida originalmente en la Une (RTBF) belga del 2 de marzo de 2014 al 16 de marzo de 2014, en France 2 del 18 de marzo de 2014 al 1 de abril de 2014, y en Canadá en TV5 Québec Canadá en mayo de 2014. Fue producido nuevamente por CC&C y ECPAD después de Apocalipsis: la Segunda Guerra Mundial y Apocalipsis: Hitler, y antes de Apocalipsis: Stalin, también de los mismos productores.

## Episodios
| # | Título       | Contenido |
| - | ------------ | --- |
| 1 | «Furia»      | (antes de la guerra–agosto de 1914): Origen del conflicto y el choque entre imperios.                                    |
| 2 | «Miedo»      | (septiembre 1914–agosto 1915): batalla del Marne e internacionalización del conflicto.                                   |
| 3 | «Infierno»   | (septiembre 1915–julio 1916): aparición de cruentas armas nunca vistas antes; batalla de Verdún y batalla del Somme.     |
| 4 | «Rabia»      | (agosto 1916–septiembre 1917): ya hay una ingente cantidad de muertos en combate. Estados Unidos entra en escena.        |
| 5 | «Liberación» | (octubre 1917–junio 1919): victoria aliada y paz mundial, pero las cicatrices no parecen estar cerradas definitivamente. |